# 武装古巴共和国
武装古巴共和国（西班牙語：República de Cuba en Armas）是19世纪古巴革命者建立的政府。它存在于两个时期。第一个时期是1868年—1878年的十年战争期间，由《瓜伊马罗宪法》规范；第二个时期是小战争结束后，1895年—1899年的古巴独立战争期间，由《希马瓜尤宪法》规范。武装古巴共和国的第一任总统是卡洛斯·曼努埃尔·德·塞斯佩德斯，第一任副总统是弗朗西斯科·比森特·阿吉莱拉。